# 韋雷希察河
韋雷希察河（羅馬化：Vereshchytsia）是烏克蘭的河流，流經該國西部利沃夫州，屬於德涅斯特河的左支流，河道全長92公里，流域面積955平方公里。